# قاضي آباد (قلعة خواجة)
قاضي آباد (بالفارسية: قاضی‌آباد) هي منطقة سكنية تقع في إيران في قسم قلعة خواجة الريفي. يقدر عدد سكانها بـ 106 نسمة .